# イッサ・ハヤトウ
イッサ・ハヤトウ（フランス語: Issa Hayatou、1946年8月9日 - 2024年8月8日）は、カメルーンの元陸上・バスケットボール選手。元アフリカサッカー連盟（CAF）会長であり、国際サッカー連盟（FIFA）副会長でもあった。

## 経歴
フランス領カメルーンのガルア出身。かつては1965年のブラザヴィルアフリカ大会のバスケットボール代表や、陸上競技の400mと800mで国内記録を保持していた。
1984年ロサンゼルスオリンピックでは選手ではなく役員という形ではあるが、同大会に出場したサッカーカメルーン代表の統括者として選手団の一員に加わり、開会式では旗手を務めた。
1974年にカメルーンサッカー連盟の事務総長を務め、1988年には第6代CAF会長に就任。現在に至っている。CAF会長に就任した1988年以降にはユース世代のサッカー大会、フットサル、女子サッカー、ビーチサッカーの大会を創設するなど大きく貢献した。
1990年にはFIFA理事に就任。1992年からは同副会長。2002年にソウルで開催された国際サッカー連盟総会での会長選挙に出馬したが、ゼップ・ブラッターの139票に対しハヤトウは56票で落選した。
1990年代のFIFAワールドカップの放映権をめぐるISLからの賄賂疑惑で、2011年12月、IOCから戒告処分を受けた。2015年10月から2016年2月の臨時総会にて会長が決まるまではブラッターに代わってFIFA暫定会長を務めていた。2017年3月のCAF会長選挙でアフマド・アフマドに敗北した。
2024年8月8日、パリで死去。77歳没。